# Gael Acosta
Gael Acosta Zavala (Los Mochis, Sinaloa, México, 26 de marzo de 1992) es un futbolista mexicano. Juega de extremo izquierdo y su actual equipo es el Club Atlético Morelia de la Liga de Expansión MX.

## Trayectoria
Llegó a Rayados en el 2010, fue seleccionado de un Torneo Nacional en Lázaro Cárdenas, juega como extremo izquierda, él mismo se define como rápido y encarador. En 2013 fue prestado junto con Luis Madrigal al CF Atlante
Lo debutó Víctor Manuel Vucetich con Monterrey, el 4 de mayo de 2013 en el Clausura 2013. Entró por Jesús Manuel Corona en el minuto 73', recibiendo a Cruz Azul.

## Clubes
| Club                        | País   | Año             |
| --------------------------- | ------ | --------------- |
| Club de Fútbol Monterrey    | México | 2010 - 2013     |
| Club de Fútbol Atlante      | México | 2013 - 2014     |
| Club de Fútbol Monterrey    | México | 2014            |
| Correcaminos de la UAT      | México | 2015 - 2017     |
| Alebrijes de Oaxaca         | México | 2017 - 2018     |
| Querétaro Fútbol Club       | México | 2018 - 2019     |
| Venados Fútbol Club Yucatán | México | 2019 - 2020     |
| Atlético Morelia            | México | 2020 - Presente |

### Campeonatos nacionales
| Título               | Club             | País   | Año  |
| -------------------- | ---------------- | ------ | ---- |
| Ascenso MX           | Alebrijes        | México | 2017 |
| Liga de Expansión MX | Atlético Morelia | México | 2022 |

### Campeonatos internacionales
| Título                  | Equipo    | País   | Año  |
| ----------------------- | --------- | ------ | ---- |
| CONCACAF Liga Campeones | Monterrey | México | 2013 |